# کریستوفر رابین
کریستوفر رابین (به انگلیسی: Christopher Robin) یک شخصیت ایجاد شده توسط آ.آ.میلن که از این شخصیت در داستان‌ها و انیمیشن‌های وینی پو بسیار استفاده شده است. این شخصیت از روی کریستوفر رابین ملن پسر نویسندهٔ این آثار شکل گرفته است.